# Eleonora Vilemína Anhaltsko-Köthenská
Eleonora Vilemína Anhaltsko-Köthenská (7. května 1696 Köthen – 30. srpna 1726 Výmar) byla anhaltsko-köthenská princezna, prvním sňatkem princezna sasko-merseburská a druhým sňatkem vévodkyně sasko-výmarská.

## Život
Narodila se jako nejstarší dcera knížete Emanuela Lebrechta Anhaltsko-Köthenského a jeho manželky Gisely Anežky z Rathu. Poprvé se Eleonora Vilemína provdala 15. února 1714 v Köthenu jako sedmnáctiletá za o pět let staršího Bedřicha Erdmanna Sasko-Merseburského, nejmladšího syna vévody Kristiána II. Sasko-Merseburského. U příležitosti sňatku obdržel jako apanáž okres Dieskau. Čtrnáct týdnů po svatbě však náhle zemřel.
24. ledna 1716 se v Nienburgu devatenáctiletá vdova provdala podruhé, a to za o osm let staršího sasko-výmarského vévodu Arnošta Augusta. Během svatebních oslav se její bratr setkal s Johannem Sebastianem Bachem a později ho pozval, aby se stal kapelníkem u knížecího dvora v Köthenu. Eleonora Vilemína se pak stala kmotrou Bachova syna Leopolda Augusta.
Její manželství s Arnoštem Augustem bylo popisováno jako šťastné. Za deset let manželství porodila osm dětí. Po narození dědičného prince byla ve vévodství vyhlášena primogenitura.
Eleonora Vilemína zemřela 30. srpna 1726 ve věku 30 let ve Výmaru. Manžel byl její smrtí těžce zasažen. Opustil Výmar a začal cestovat. V roce 1734 se nakonec znovu oženil.

## Potomci
Za deset let spokojeného manželství porodila osm dětí, z nichž se dospělosti dožily tři dcery:
- 1. Vilém Arnošt Sasko-Výmarský (4. 7. 1717 Výmar – 8. 6. 1719)[1]
- 2. Vilemína Augusta Sasko-Výmarská (4. 7. 1717 Výmar – 9. 12. 1752 tamtéž), svobodná a bezdětná[2]
- 3. Jan Vilém Sasko-Výmarský (10. 1. 1719 Výmar – 6. 12. 1732 tamtéž)[3]
- 4. Šarlota Anežka Leopoldina Sasko-Výmarská (4. 12. 1720 Výmar – 15. 10. 1724 tamtéž)[4]
- 5. Johana Eleonora Henrietta Sasko-Výmarská (2. 12. 1721 Výmar – 17. 6. 1722 tamtéž)[5]
- 6. Ernestina Albertina Sasko-Výmarsko-Eisenašská (28. 12. 1722 Výmar – 25. 11. 1769)[6]
⚭ 1756 Filip II. ze Schaumburg-Lippe (5. 7. 1723 Rinteln – 13. 2. 1787 Bückeburg), hrabě z Lippe-Alverdissenu v letech 1749–1777 a od roku 1777 až do své smrti hrabě ze Schaumburg-Lippe[7]
- 7. Bernardina Kristýna Žofie Sasko-Výmarsko-Eisenašská (5. 5. 1724 Výmar – 5. 6. 1757 Rudolstadt)[8]
⚭ 1744 Jan Fridrich Schwarzbursko-Rudolstadtský (8. 1. 1721 Rudolstadt – 10. 7. 1767 tamtéž), kníže schwarzbursko-rudolstadtský od roku 1744 až do své smrti[9]
- 8. Emanuel Fridrich Vilém Bernard Sasko-Výmarský (19. 12. 1725 Výmar – 11. 6. 1729 tamtéž)[10]